# Етнічні спільноти в Республіці Молдова
Етнічна структура (Перепис 2014):
З етнічної точки зору Республіка Молдова є багатонаціональною державою. За переписом 2004 року, основною етнічною спільнотою є молдавани (69,62 % населення).
Інші етнічні спільноти є меншинами і складають 17,9 % від загальної чисельності населення (за даними того ж перепису 2014 року).
Регіонами з найбільшим етнічним різноманіттям у республіці є північ (українці, росіяни, цигани), південний схід (гагаузи та болгари) та схід країни (росіяни, українці та ін.).

## Молдавани проти румунів
Назва «молдавани» має різні значення залежно від:
- Міжнародного права, за яким «молдавани» є громадянами Республіки Молдова незалежно від їх етнічної приналежності;
- Право крові, за яким «молдавани» належать до до румунського народу (розмовляю дако-румунською мовою), а саме до корінної частини територій колишнього Молдовського князівства, на обох берегах Пруту;
- Закон колишніх радянських республік[2], включаючи Республіку Молдова, за з яким «молдавани» лише носії дако-румунської мови є громадянами цих держав, вони належать до «іншої етнічної приналежності від румунів», включно з румунами з Румунської Молдови: саме це значення використовується в цій статті.[3]

## Конфлікти
З розпадом Радянського Союзу міжнаціональний клімат у країні погіршився. Населення було інструменталізовано політичними силами, які лякали громадян або примарою румунського фашизму, або загрозою російської військової інтервенції. Ця втручання російських сил підтримувала ситуацію перманентної політичної та міжетнічної кризи, кульмінацією якої стала Придністровська війна. Молдова опинилася в стані територіальної дезінтеграції, міжетнічного поділу, що вплинуло на громадянську єдність. Нині міжетнічна напруга зменшилася, але протистояння продовжує бути присутнім у суспільстві та культурній сфері, незважаючи на те, що всі громадяни можуть рівноправно брати участь у життєвих процесах країни.